# Гарін Юрій Миколайович
Юрій Миколайович Га́рін (рос. Юрий Николаевич Гарин; 12 травня 1955, Самарканд, Узбецька РСР) — відомий радянський і російський дитячий хокейний тренер. З 1982 рік а і по теперішній час керує дитячо-юнацьким спортивним клубом «Харламовець» м. Гусь-Хрустальний. Присвоєно почесне звання Заслуженого вчителя Російської Федерації і звання Ветеран праці. Дитячі хокейні команди під керівництвом тренерської роботи ставали багаторазовими володарями призу змагань «Золота шайба» і брали участь в матчах міжнародного рівня з командою м. Рійгімякі (Фінляндія). Організував «Групу здоров'я» і провів перший чемпіонат з хокею з шайбою серед аматорських команд району за останні 10 років.

## Біографія
Народився в сім'ї військовослужбовця в м. Самарканд Узбецької РСР.
У п'ять років, після комісування батька з армії, сім'я переїхала жити в м. Гусь-Хрустальний. Поступив вчитися в середню освітню школу № 12. З першого класу грав в футбол і хокей, виступав за дитячу хокейну команду «Маяк», бере участь у щорічному змаганні «Золота шайба», як нападник. Пізніше брав участь у щорічних змаганнях «Шкіряний м'яч». Після школи був призваний до лав Радянської Армії. Після демобілізації з армії в 1975 році повернувся в м. Гусь-Хрустальний. Початок трудової діяльності — завод кварцового скла, пізніше на заводі «Скловолокно». Грав у міських хокейних командах «Кварц» від «заводу кварцового скла», командах «Праця», «Хімік», «Спартак» від заводу «Скловолокно». У 1975 році місто відвідали легендарні радянські хокеїсти Валерій Харламов, Володимир Петров і Борис Михайлов і після зустрічі з ними було вирішено організувати дитячий хокейний клуб на честь імені Валерія Харламова і гідно нести честь його імені.
У 1977 році одружився, має двох дітей.
З 1982 року очолив дитячо-юнацький спортивний клуб «Харламовець» і керує досі. За час існування клубу отримав безліч дипломів і почесних грамот за розвиток спорту в місті та Владимирській області від різних міських, обласних і федеральних комітетів з розвитку спорту.

## Досягнення

### Хокеїст
Участь у щорічних міських та обласних змаганнях першої і другої груп по хокею з шайбою за різні команди міста. Неодноразова участь у фіналі обласних змагань і одночасно тренерська робота дитячих команд на громадських засадах.

### Тренер
Вихованці у наш час[коли?] грають за міські та обласні команди на дитячих та юнацьких змаганнях різного типу. Серед вихованців так само є ті, які продовжили тренерську роботу з дітьми різних вікових груп:
- Молодша (5—8 років);
- Середня (8—10 років);
- Старша (10—12 років)

Багатьох з хлопців ще в ранньому віці доглядають юнацькі клуби і запрошують на співбесіду з наступною пропозицією виступати за їхні клуби. Серед вихованців клубу «Харламовець»:
- Артур Топорков — нападник, який виступає за хокейний клуб «Володимир», єдиний гравець у складі команди з Владимирської області;
- Бовикін Олексій — дитячий тренер з хокею з шайбою р. Гусь-Хрустальний;
- Юнаки, які виступають за міські та обласні збірні з хокею з шайбою;
- Юнаки, які грають у Рязанських дитячих хокейних клубах.

### Директор клубу
На посаді директора організував роботу клубу, дозвілля для дітей та дорослих не лише району, де знаходиться клуб, а й для всього міста. У 90-ті роки, коли припинилося фінансова і матеріальна підтримка клубу з боку міських підприємств, не тільки зумів зберегти роботу клубу, а й організувати участь дитячих команд на місцевих, обласних та міжнародних змаганнях. В наш час[коли?] продовжує розвивати і підтримувати дитячо-юнацький спортивний клуб «Харламовець» у робочому стані, при неодноразових спробах закрити клуб з боку влади міста та відсутності фінансування.